# Campionati jugoslavi di sci alpino 1971
Ai Campionati jugoslavi di sci alpino 1971 furono assegnati i titoli di slalom gigante, slalom speciale e combinata, sia maschili sia femminili.

## Risultati
| Specialità      | Uomini          | Donne          |
| --------------- | --------------- | -------------- |
| Slalom gigante  | Miran Gašperšič | Tanja Cizej    |
| Slalom speciale | Blaž Jakopič    | Milenka Pirnat |
| Combinata       | Miran Gašperšič | Tanja Cizej    |